# زهره عالی‌پور
زهره عالی‌پور (زادهٔ ۸ آبان ۱۳۴۴ مسجدسلیمان) سیاستمدار، مدیر اجرایی و اقتصاددان ایرانی است، که از سال ۱۴۰۳ به‌عنوان رئیس کل سازمان خصوصی‌سازی و معاون وزیر امور اقتصادی و دارایی فعالیت می‌کند.
در تاریخ ۲۷ آذرماه ۱۴۰۳، خبر اتهام اقتصادی عالی‌پور توسط خبرگزاری دانشجو رسانه‌ای شد. او به معاونت در اخلال عمده در نظام اقتصادی کشور در قالب اخلال در نظام پولی از طریق تضییع گسترده وجوه دولتی، متهم است.
وی دانش‌آموخته کارشناسی اقتصاد از دانشگاه تهران، کارشناسی ارشد مدیریت دولتی از مرکز مدیریت دولتی و دکتری مدیریت اقتصادی از سوئیس است و فعالیت اجرایی را از سال ۱۳۶۸ در وزارت کشور آغاز کرد.
عالیپور از ۱۳۷۲ تا ۱۳۷۳ رئیس اداره اقتصاد کلان وزارت تعاون بود و از ۱۳۷۶ تا ۱۳۸۰ به‌عنوان مدیرکل دفتر اقتصادی و برنامه‌ریزی وزارت تعاون فعالیت می‌کرد. وی در سال ۱۳۸۰ در دولت محمد خاتمی به فرمانداری شمیران منصوب شد و تا سال ۱۳۸۳ در این جایگاه، به‌عنوان نخستین فرماندار زن در ایران فعالیت نمود.
او در فاصله سال‌های ۱۳۹۲ تا ۱۳۹۶ معاون نظارت، امور حقوقی و قراردادهای سازمان خصوصی‌سازی بود و از ۱۳۹۶ تا ۱۳۹۸ به‌عنوان معاون واگذاری سهام و بنگاه‌های سازمان خصوصی‌سازی فعالیت می‌کرد.

## ریاست سازمان خصوصی‌سازی
عبدالناصر همتی وزیر امور اقتصادی و دارایی وقت، در شهریور ماه ۱۴۰۳ زهره عالی‌پور را، به سمت سرپرست سازمان خصوصی سازی منصوب کرد. کمتر از دو ماه بعد همتی با حکمی دیگر، عالی پور را در سمت رئیس این سازمان ابقا کرد. در حکم انتساب عالی‌پور تعهد، سوابق و تجربیات وی، از دلایل این انتساب ذکر شد.
این انتصاب با عنوان پست گرفتن یک خانم دیگر در دولت چهاردهم، توسط برخی رسانه‌های نزدیک به دولت برجسته شد و مورد استقبال قرار گرفت.

## اتهام اقتصادی
خبرگزاری دانشجو در تاریخ  ۲۷ آذرماه ۱۴۰۳ با انتشار گزارشی تحقیقی با عنوان «متهم به صحنه جرم برمی‌گردد؟»، اتهام اقتصادی عالی‌پور را افشا کرد.
کمی بعد اصغر جهانگیر، سخنگوی قوه قضائیه در واکنش به این موضوع، وجود اتهام اقتصادی عالی‌پور را تائید کرد. جهانگیر گفت: «رئیس فعلی سازمان خصوصی سازی به اتهام معاونت در اخلال در نظام اقتصادی کشور از طریق تضییع گسترده وجوه دولتی به نحو تسهیل وقوع بزه در برخی از واگذاری‌های سازمان خصوصی‌سازی که در دوره رئیس اسبق سازمان خصوصی سازی انجام شده بوده متهم شده است.در این خصوص پرونده‌ای تشکیل شده در حال رسیدگی است که به دلیل اختلافی که در صلاحیت بین دادگاه انقلاب و دادگاه کیفری ۱ ایجاد شده، پرونده جهت رفع اختلاف و تعیین صلاحیت به دیوان عالی کشور ارسال شده است.»
عالی‌پور در زمان واگذاری پالایشگاه نفت کرمانشاه به بخش خصوصی، عضو هیات عامل و معاون نظارت، امور حقوقی و قرارداد‌های سازمان خصوصی‌سازی بود. در ماجرای واگذاری پالایشگاه کرمانشاه و شرکت کشت و صنعت نیشکر هفت‌تپه، عده‌ای معتقداند که روند این خصوصی سازی صحیح نبوده و تخلف‌هایی صورت گرفته بود.
با ورود و پیگیری نهاد‌های نظارتی، عالی‌پور به معاونت در اخلال عمده در نظام اقتصادی کشور در قالب اخلال در نظام پولی از طریق تضییع گسترده وجوه دولتی، متهم شد. اعلام کنندگان این اتهام به قوه قضائیه، سازمان اطلاعات سپاه پاسداران انقلاب اسلامی، وزارت اطلاعات، سازمان بازرسی کل کشور، دیوان محاسبات، سازمان خصوصی سازی و تعدادی از نمایندگان مجلس شورای اسلامی بودند.
در بررسی‌های اولیه، عالی‌پور به معاونت در اخلال عمده در نظام اقتصادی کشور در قالب اخلال در نظام پولی از طریق تضییع گسترده وجوه دولتی در ماجرای واگذاری پالایشگاه نفت کرمانشاه به بخش خصوصی عنوان شد. میزان مبلغ تلف شده در این پرونده، چیزی قریب به ششصد و هفتاد و چهار میلیارد تومان با نرخ تورم وقت، ذکر شده بود.